# 汀姆島
汀姆島（伊万丹語：Dinem、Inem），是位於巴丹群島的無人島，目前由巴丹群島省伊巴雅特市管轄。

## 名稱
在古西班牙地圖中，有過「Isla Diego」和「Rodonta」的標示紀錄。

## 地理
由於使得形成島嶼的死火山已被嚴重侵蝕，海岸線四周皆為陡峭的岩壁，再加上危險的洋流，使得人們幾乎不可能登陸或是讓船隻靠泊。
1903年，汀母島被觀測到火山正在排放蒸氣和暗色物質，但之後在1908年，一項觀察表示排放的物質可能只是經常繚繞山中的雲霧。目前該火山被菲律賓火山及地震研究所（PHIVOLCS）歸類為休眠火山。
雖然該島西側陡峭，不過東側仍有數個小礁岩座落。島上熱帶植被茂密，並有許多椰子蟹、螞蟻、鳥類棲息於此。

## 位置
島嶼距離菲律賓呂宋島約289公里、伊巴雅特島約5.6公里。雖然臺灣南端鵝鑾鼻東南方約141公里、蘭嶼約98公里處，與菲律賓的呂宋島相距288公里。島上最高處標高為513公尺。